# Coppa di Francia 1984-1985
La stagione 1984-85 della Coppa di Francia è stata la 68ª edizione della coppa nazionale di calcio francese. Vide la vittoria finale del Monaco, che sconfisse in finale il Paris Saint-Germain.

## Calendario

### Trentaduesimi di finale
| Squadra 1 | Risultato | Squadra 2 |
| --------- | --------- | --------- |
| Caen      | 1 - 2     | Rouen     |

### Sedicesimi di finale
| Squadra 1     | Totale | Squadra 2           | Andata | Ritorno       |
| ------------- | ------ | ------------------- | ------ | ------------- |
| Metz          | 3 - 3  | Bastia              | 3 - 1  | 0 - 2 (- dcr) |
| Bordeaux      | 4 - 6  | Lilla               | 3 - 1  | 1 - 5 (dts)   |
| Nantes        | 8 - 1  | Sète                | 6 - 0  | 2 - 1         |
| Besançon      | 0 - 5  | Monaco              | 0 - 0  | 0 - 5         |
| Mulhouse      | 3 - 2  | Brest               | 3 - 0  | 0 - 2         |
| Lens          | 4 - 0  | Stade français      | 4 - 0  | 0 - 0         |
| Le Havre      | 3 - 4  | Paris Saint-Germain | 2 - 2  | 1 - 2         |
| Valence       | 2 - 2  | Olympique Marsiglia | 1 - 0  | 1 - 2 (- dcr) |
| Rennes        | 0 - 2  | Rouen               | 0 - 0  | 0 - 2         |
| RC France     | 4 - 1  | Red Star            | 3 - 0  | 1 - 1         |
| Clermont Foot | 2 - 5  | Tolosa              | 1 - 2  | 1 - 3         |
| Pau FC        | 0 - 4  | Nancy               | 0 - 1  | 0 - 3         |
| Mantes        | 1 - 11 | Sochaux             | 0 - 3  | 1 - 8         |
| Nizza         | 2 - 6  | Saint-Étienne       | 1 - 2  | 1 - 4         |
| Nîmes         | 3 - 2  | Cannes              | 3 - 1  | 0 - 1         |
| Maubeuge      | 2 - 4  | Sedan               | 1 - 3  | 1 - 1         |

### Ottavi di finale
| Squadra 1 | Totale | Squadra 2           | Andata | Ritorno |
| --------- | ------ | ------------------- | ------ | ------- |
| Nancy     | 2 - 5  | Paris Saint-Germain | 2 - 1  | 0 - 4   |
| Bastia    | 1 - 7  | Sochaux             | 0 - 2  | 1 - 5   |
| Lilla     | 2 - 1  | Rouen               | 2 - 1  | 0 - 0   |
| Nantes    | 3 - 2  | Nîmes               | 1 - 1  | 2 - 1   |
| Lens      | 2 - 3  | Saint-Étienne       | 1 - 1  | 1 - 2   |
| Monaco    | 4 - 0  | Sedan               | 3 - 0  | 1 - 0   |
| Tolosa    | 10 - 0 | Valence             | 7 - 0  | 3 - 0   |
| RC France | 4 - 2  | Mulhouse            | 2 - 1  | 2 - 1   |

### Quarti di finale
| Squadra 1           | Totale | Squadra 2 | Andata | Ritorno |
| ------------------- | ------ | --------- | ------ | ------- |
| Monaco              | 6 - 0  | RC France | 3 - 0  | 3 - 0   |
| Tolosa              | 5 - 3  | Sochaux   | 2 - 0  | 3 - 3   |
| Saint-Étienne       | 1 - 2  | Lilla     | 1 - 0  | 0 - 2   |
| Paris Saint-Germain | 2 - 0  | Nantes    | 1 - 0  | 1 - 0   |

### Semifinali
| Squadra 1 | Totale | Squadra 2           | Andata | Ritorno         |
| --------- | ------ | ------------------- | ------ | --------------- |
| Tolosa    | 2 - 2  | Paris Saint-Germain | 2 - 0  | 0 - 2 (3-5 dcr) |
| Monaco    | 2 - 1  | Lilla               | 2 - 0  | 0 - 1           |

### Finale
| Squadra 1 | Risultato | Squadra 2           |
| --------- | --------- | ------------------- |
| Monaco    | 1 - 0     | Paris Saint-Germain |

| Arbitro: | Gérard Biguet |

|                                                                                     |            | |
| Genghini 14’                                                                        | Marcatori  | |
| Ettori Liégeon Amoros Stojković Simón Bijotat Tibeuf Bravo Anziani Genghini Bellone | Formazioni | · Moutier · Lemoult · Bacconier · Morin · Jeannol · Charbonnier · Toko · Fernandez · Rocheteau · Sušić · Lantier 70’ · A disposizione: · Ségura 70’ |
| Ștefan Kovács                                                                       | Allenatori | Christian Coste |